# Ван Нес, Хадриан
Хадриан ван Нес (нидерл. Hadriaan van Nes; 7 августа 1942, Горинхем — 9 октября 2024) — голландский спортсмен, гребец, серебряный призёр Летних Олимпийских игр 1968 года.

## Биография
На Летних Олимпийских играх 1968 года в Мехико ван Нес принимал участие в составе голландской команды двоек распашных с рулевым, где он выступил в качестве кормового гребца. В финальном заплыве его команда стартовала третей и после преодоления дистанции в 1000 м шли первыми, но были опережены после рубежа в 1500 м. В итоге, с результатом 08:06.800 они заняли второе место, уступив первенство соперникам из Италии (08:04.810 — 1е место).
Золотая медаль в активе ван Неса была добыта на чемпионате мира по академической гребле 1966 года в Бледе, где он принимал участие в составе двоек распашных с рулевым. В финальном заплыве голландские гребцы финишировали первыми, обогнав соперников из Франции (2е — место) и Италии (3е — место).
Умер 9 октября 2024 года в возрасте 82 лет.